# Illice stupidalis
Illice stupidalis là một loài bướm đêm thuộc phân họ Arctiinae, họ Erebidae.